# Sant Esteve de Caldes
Sant Esteve de Caldes és una església al nucli urbà de Caldes de Malavella (la Selva) inclosa en l'Inventari del Patrimoni Arquitectònic de Catalunya. Havia estat possessió del monestir de Sant Salvador de Breda. Se la troba mencionada ja l'any 1058, en una restitució que feu d'ella la comtessa Ermesindis a Berenguer Dalmau Bisbe de Girona. Altres documents que la citen són ja del segle xii (1131 i 1194), del segle xiii (1264), del segle xiv (1362) i del segle xvii (1691). Destaca també una làpida romana trobada en aixecar les lloses del terra en una última reforma, en memòria de "Lucio Emiliano Celaciano, de la tribu Quirina", i el sarcòfag amb inscripció, làpida de 1270 commemorant a Berenguer Lambardus. El campanar ha sigut modificat igual que l'església, sotmesa a diferents reformes al llarg dels segles. Les capelles laterals i la façana principal són fruit de reformes del segle xviii.

## Arquitectura

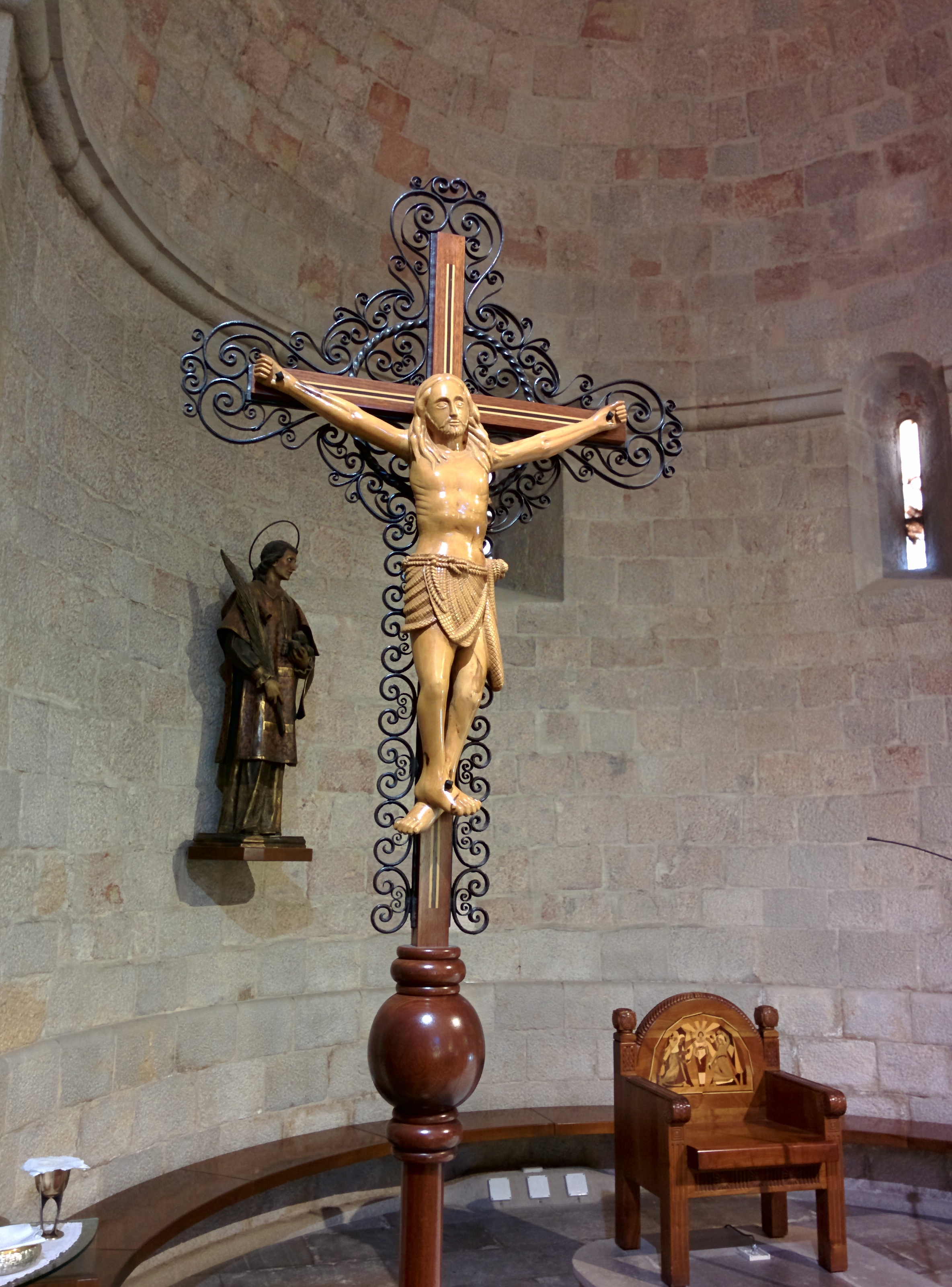
Presbiteri de l'església

És un edifici religiós de planta basilical, té tres naus separades per grans pilars quadrats que sostenen sis grans arcades i, hi ha quatre capelles laterals. Coberta a doble vessant en teula àrab. La nau central està coberta per volta de canó apuntada i les naus laterals amb voltes de secció de quart de cercle. El seu origen romànic es fa evident en l'absis que té dues absidioles romàniques, amb finestres i ornades amb arcuacions llombardes. El campanar té forma de torre quadrada i ha patit diverses modificacions, a la part superior hi ha quatre parelles d'obertures allargades en arc de mig punt.
La façana principal presenta una idealització de les formes del món antic. La seva portalada és barroca amb dues pilastres geminades a cada un dels costats. A les bases de les pilastres hi ha gravats escuts de Caldes. L'entaulament de la portalada està sustentat per les pilastres i està compost per un arquitrau, un fris amb glifs, triglifs i rossetes, a més d'una cornisa, sobre la qual hi ha una fornícula amb petxines, i un frontó triangular truncat. Als costats de les pilastres uns alts relleus amb àngels i volutes. A la part superior té un rosetó amb trenca aigües circular i acabat amb dues petxines.
A un costat de la portalada un arcosoli amb un sarcòfag que té gravada una inscripció: "L'any del senyor de 1267 el dia sisè dels idus de gener va morir Berenguer Lambardi ben confessat (en Déu), jeu en aquest túmul Berenguer Lambardi, home de feliç memòria. Que la seva ànima gaudeixi de la glòria del paradís en companyia dels sants, amen. T'ho demano: prega per mi, i dia: Parenostre". L'escalinata que condueix a la portalada és del segle xx. La part de l'absis (la més antiga) està construïda amb pedra volcànica (presumiblement de les antigues Termes Romanes). La façana principal està esgrafiada i s'hi ha utilitzat pedra nummulítica de Girona.
Al presbiteri hi ha una imatge de Sant Esteve màrtir, patró de la parròquia. Els goigs canten: "Protomàrtir del Senyor, del jardí del Crist poncella, sou, Esteve, excels Patró de Caldes de Malavella".